# روبرت إي. ودسايد
روبرت إي. ودسايد هو سياسي أمريكي، ولد في 4 يونيو 1904 في ميلرسبورغ في الولايات المتحدة، وتوفي في 18 مارس 1998 في سن في الولايات المتحدة. نشط حزبياً في الحزب الجمهوري.